# 环球度假区站
环球度假区站是一个位于中华人民共和国北京市通州区文景街道大高力庄村北京环球度假区內，属于北京地铁八通线和7号线的地铁换乘站兼终点站，于2021年8月26日开放，是继北土城站、三元桥站、郭公庄站、白石桥南站、慈寿寺站、阎村东站、花庄站之后，北京地铁第八座啟用后即為換乘站的車站之一。

## 命名
車站位于通州区张家湾镇大高力庄村，北京环球主题公园及度假区项目内东南侧的绿地内，沿东西向布置。因北京环球度假区得名。

## 车站结构

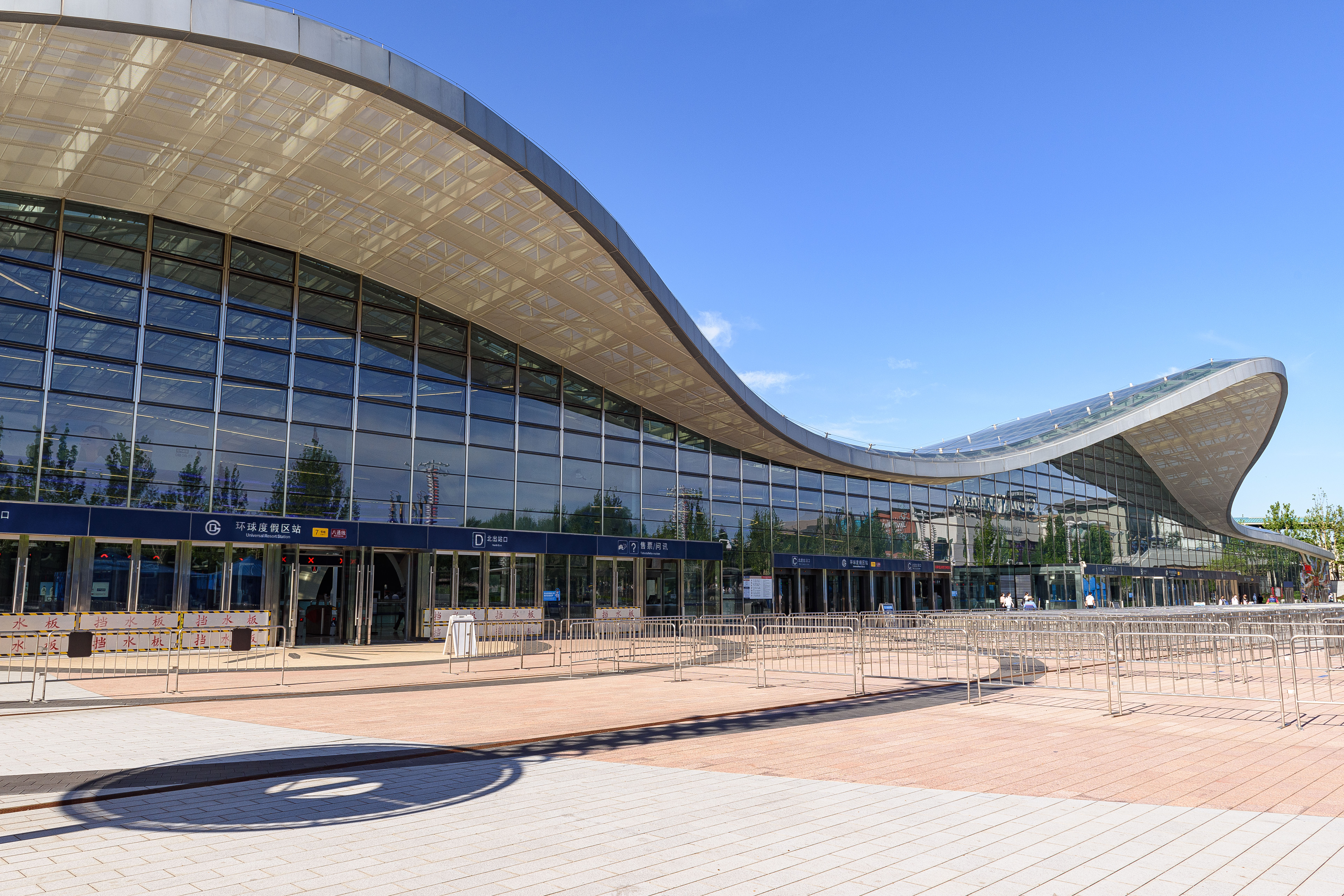
站房
（2022年7月摄）

本站共有两层，总建筑面积47184平方米，地面为站厅，附近为北京环球影城；地下一层为车站站台层，其中北侧为7号线站台，南侧为八通线站台；站体总长347.8米，宽61.7米。

### 楼层
| 地面              | 站厅 | 出入口、售票机、客服中心 |
| 地下一层          | 站台 | \| \| \| █ 7号线落客 \| \| 島式 · 開左邊车门 \| \| \| \| \| \| █ 7号线往北京西站（花庄） \| \| \| \| █ 八通线往古城（1号线）（花庄） \| \| 島式 · 開右邊车门 \| \| \| \| \| \| █ 八通线落客 \| |
|                   |      | █ 7号线落客 |
| 島式 · 開左邊车门 |      | |
|                   |      | █ 7号线往北京西站（花庄） |
|                   |      | █ 八通线往古城（1号线）（花庄） |
| 島式 · 開右邊车门 |      | |
|                   |      | █ 八通线落客 |

### 站厅

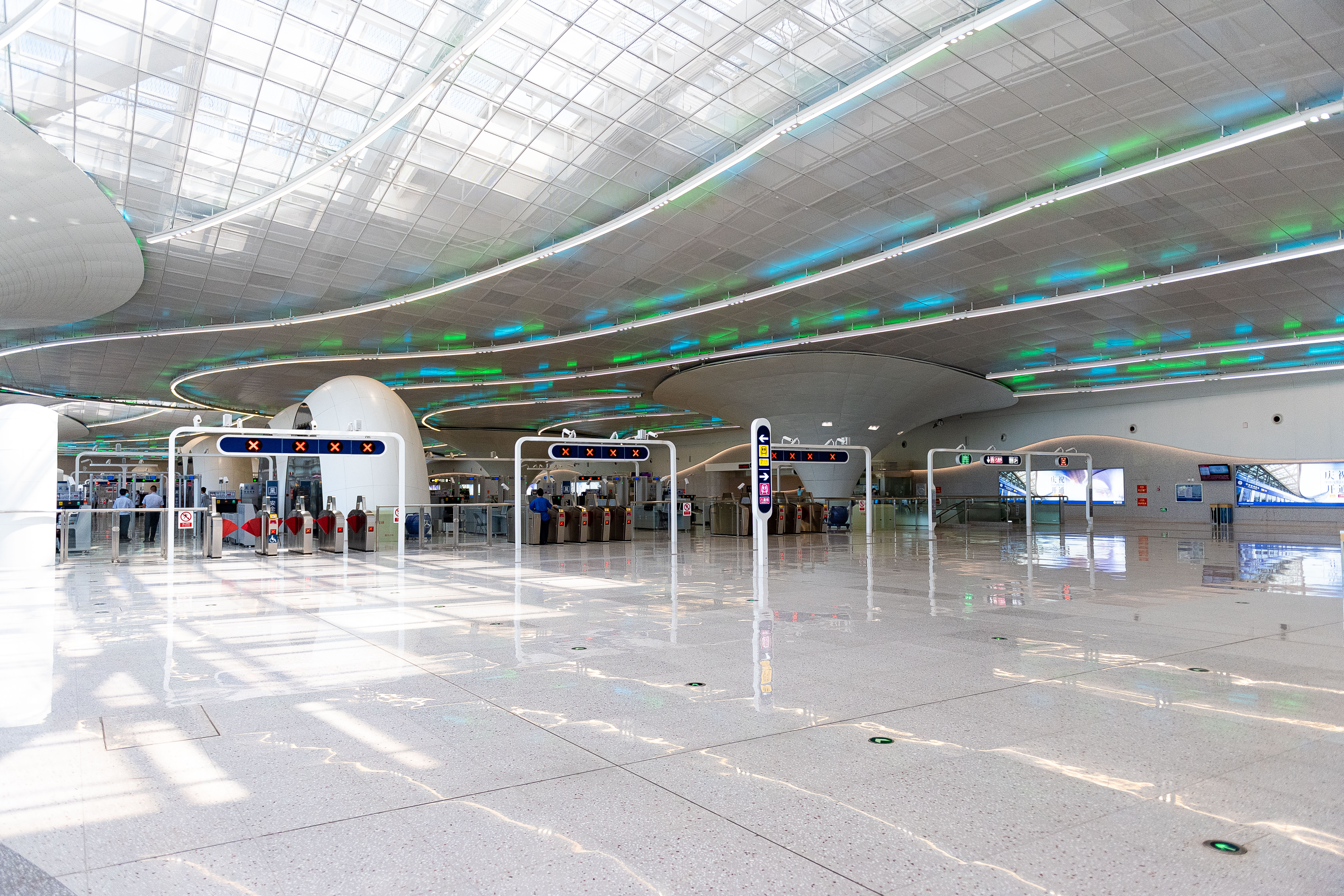
站厅

环球度假区站的站厅与室外的度假区下沉广场处在同一平面，由8根伞状柱支撑，布置48台进站闸机，分层空调、消防及设备管线全部内藏于站厅中央的多个半圆形罗盘箱中。

### 站台
环球度假区站设有2座岛式站台，其中北侧站台供7号线使用，南侧站台供八通线使用，两座站台的有效宽度均为16米，且均在两端设有通往站厅的直梯。两线车站西端均设有一组双存车线，供列车进行折返，东端均设有一条渡线，亦可供列车进行站前折返，7号线南侧和八通线北侧设有一条7号线与八通线之间联络线。

### 出入口
环球度假区站设有4处安检入口、6个出入口，其中A-E口位于北侧，F口位于南侧。从B、C、D出站口步行7分钟即可到达北京环球城市大道入口安检处。
|                 |          |                  |      |  |
|                 |          |                  |      |  |
| 编号            | 指示     | 建议前往的目的地 | 照片 |  |
| A · 同层        |          | 进站口           |      |  |
| 出口 · B · 同层 | 城市大道 | 北京环球度假区   |      |  |
| 出口 · C · 同层 | 城市大道 | 北京环球度假区   |      |  |
| 出口 · D · 同层 | 城市大道 | 北京环球度假区   |      |  |
| E · 同层        |          | 进站口           |      |  |
| 出口 · F        | 环球大道 | 南广场           |      |  |
| 註： 設於同一層 |          |                  |      |  |

## 历史

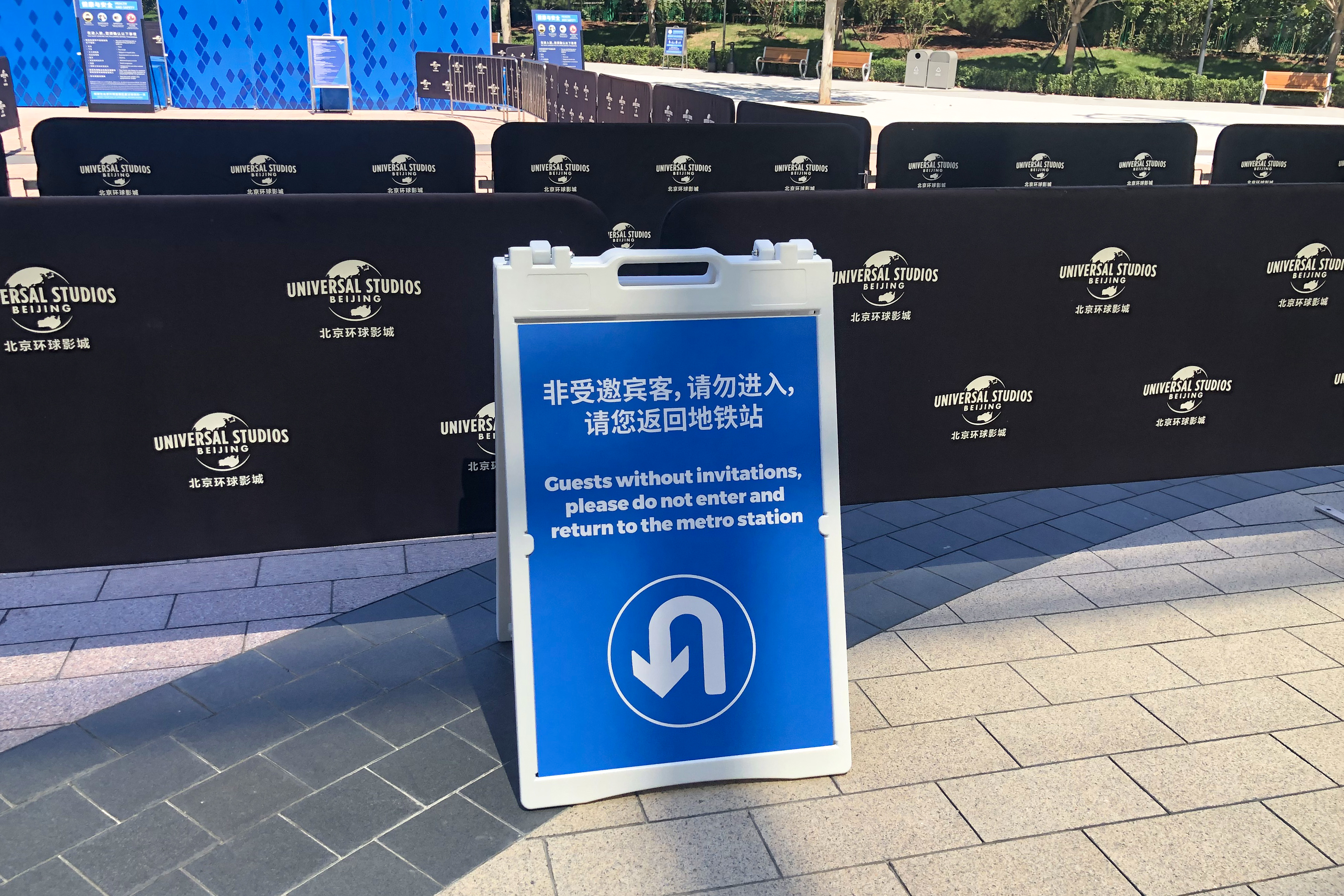
环球度假区内部压力测试期间，出站口外提醒非受邀人员返回车站的提示牌

本站在规划和建设期间称为环球影城站。2019年5月，北京市规划和自然资源委员会提出7号线东延车站命名预案，拟将本站定名为环球度假区站。2019年11月20日，本站正式定名为环球度假区站。
2021年8月25日14时许，北京市交通委员会宣布，为满足北京环球度假区内部压力测试期间的交通出行需求，本站将于8月26日正式开通试运营。本站于8月26日首班车起开通运营，但因开通时环球度假区仍处于压力测试阶段，仅对受邀人员开放，本站出站口外有多处标志提醒非受邀游客返回车站，7号线和八通线列车在到达各换乘车站时也会通过广播提醒乘客提前规划好出行安排。2021年9月2日起，随着北京环球城市大道开始对受邀游客以外的公众开放，本站外侧的调头指示全部撤除。

## 获奖
环球度假区站工程荣获《工程新闻记录》评选的2020年度ENR全球轨道交通类优秀项目奖。